# Liste der Naturdenkmale in Pliezhausen
| Naturdenkmale | Anzahl |
| ------------- | ------ |
| FND           | 3      |
| END           | 10     |
| Gesamt        | 13     |

Die Liste der Naturdenkmale in Pliezhausen nennt die verordneten Naturdenkmale (ND) der im baden-württembergischen Landkreis Reutlingen liegenden Gemeinde Pliezhausen. In Pliezhausen gibt es insgesamt 13 als Naturdenkmal geschützte Objekte, davon 3 flächenhafte Naturdenkmale (FND) und 10 Einzelgebilde-Naturdenkmale (END).
Stand: 1. November 2016.

## Flächenhafte Naturdenkmale (FND)
| Name                                 | Bild | Kennung     | Einzelheiten | Position | Fläche Hektar | Datum         |
| ------------------------------------ | ---- | ----------- | ------------ | -------- | ------------- | ------------- |
| Baumgruppe und Hecke (ca. 100 Bäume) | BW   | 84150600003 | Pliezhausen  | ⊙        | 0,0           | 19. Dez. 1979 |
| Erlenbruch                           |      | 84150600008 | Pliezhausen  | ⊙        | 0,1           | 19. Dez. 1979 |
| Feuchtwiesen und Gräben              | BW   | 84150600002 | Pliezhausen  | ⊙        | 0,0           | 19. Dez. 1979 |
| Legende für Naturdenkmal             |      |             |              |          |               |               |

## Einzelgebilde (END)
| Name                         | Bild | Kennung     | Einzelheiten | Position | Fläche Hektar | Datum         |
| ---------------------------- | ---- | ----------- | ------------ | -------- | ------------- | ------------- |
| Birnbaum                     | BW   | 84150600221 | Pliezhausen  | ⊙        | 0,0           | 21. Okt. 1996 |
| Birnbaum                     | BW   | 84150600222 | Pliezhausen  | ⊙        | 0,0           | 21. Okt. 1996 |
| Birnbaum                     | BW   | 84150600241 | Pliezhausen  | ⊙        | 0,0           | 21. Okt. 1996 |
| Birnbaum                     | BW   | 84150600242 | Pliezhausen  | ⊙        | 0,0           | 21. Okt. 1996 |
| Blutbuche                    |      | 84150600202 | Pliezhausen  | ⊙        | 0,0           | 21. Okt. 1996 |
| Eiche                        | BW   | 84150600201 | Pliezhausen  | ⊙        | 0,0           | 21. Okt. 1996 |
| Eiche                        | BW   | 84150600240 | Pliezhausen  | ⊙        | 0,0           | 21. Okt. 1996 |
| Kittemer Birnbaum            | BW   | 84150600220 | Pliezhausen  | ⊙        | 0,0           | 21. Okt. 1996 |
| Nußbaum                      | BW   | 84150600223 | Pliezhausen  | ⊙        | 0,0           | 21. Okt. 1996 |
| 2 Eichen beim Zweieichenturm |      | 84150600200 | Pliezhausen  | ⊙        | 0,0           | 21. Okt. 1996 |
| Legende für Naturdenkmal     |      |             |              |          |               |               |